# Adrià Esquerrà i Codina
Adrià Esquerrà i Codina (Barcelona, 7 de setembre de 1873 - Barcelona, 6 de juliol de 1927) va ser un compositor de peces líriques i sarsueles, i també compositor de sardanes.
Va ser sotsdirector de la Societat Coral Catalunya Nova i va fundar i dirigir els cors Nova Catalònia i Germinal. Va ser professor de l'Acadèmia Granados en el període 1906-1918, on entre d'altres alumnes tingué l'empordanès Ernest Sunyer i Curtiella.

## Obra dramàtic-musical
- Els hereus rics: quadret lírico-muntanyenc en 1 acte, amb llibret de Josep Maria Castellet i Pont. Barcelona, 1900.
- Les roselles: quadre en 1 acte, llibret de Josep Maria Jordà. Estrenat al teatre Principal de Barcelona l'octubre del 1900.
- La sardana dels promesos: comèdia lírica en 1 acte, llibret de Josep Morató i Grau. Estrenat al Teatre Principal de Barcelona, el 28 d'abril del 1906.
- La dama d'Aragó: adaptació de la cançó popular en tres quadres, llibret de Josep Morató. Estrena: Teatre Principal, Barcelona. 27 de setembre del 1906.
- Permeti'm: passatemps còmico-líric en 1 acte, transplantat al català, amb llibret de Lluís Puiggarí i Pastor. Estrenat al teatre Principal de Barcelona el 31 d'octubre del 1906.
- Les calderes d'en Pere Botero: farsa en dos actes i cinc episodis, llibret de Josep Morató. Estrenat el teatre Principal, Barcelona, el 17 de novembre del 1906.
- T'estimo: passatemps en 1 acte, llibret de Lluís Puiggarí. Estrenat al teatre Principal de Barcelona el 3 de desembre del 1907.
- La festa de les donzelles, llibret de Xavier Nonell i Miquel Ribas. Estrenat al teatre Principal de Barcelona el 7 de desembre del 1907.
- El portal de Betlem: pastoral lírica en 2 actes i 5 quadres, llibret d'Alfons Maseras i Pere Prat Gaballí. Estrenat al teatre Principal de Barcelona el 24 de desembre del 1907.
- Ofèlia (1907), visió musical en dos quadres, amb lletra de Martí Alegre i Puig, estrenada a la Sala Ars-Lucis de Terrassa.[8]
- El testament: assaig d'opereta, llibret de Lluís Puiggarí. Estrenat al Teatre Romea de Barcelona el 19 de novembre del 1910.
- L'aigua de la vida (1911).
- Les aventures d'en Massagran: sarsuela en tres actes, basada en l'obra homònima de Josep Maria Folch i Torres, estrenada en el teatre Romea de Barcelona el 12 de febrer del 1920.
- Don Pau, jutge de pau, amb llibret de Lluís Masriera i Rosés.
- Els pastorets, amb llibret de Josep Maria Folch i Torres estrenada el 1916.